# Volta del Paranà
La Volta del Paranà és una cursa ciclista per etapes que es disputa a l'estat de Paranà (Brasil). La primera edició es va disputar el 2004 i el 2006 va entrar a formar part del calendari de l'UCI Amèrica Tour, amb una categoria 2.2.

## Palmarès
| Any  | Vencedor            | Segon              | Tercer                     |
| ---- | ------------------- | ------------------ | -------------------------- |
| 2004 | Soelito Gohr        | José Dos Santos    | Miguel Direnna             |
| 2005 | Mauricio Morandi    | Antônio Nascimento | Mac Donald Trindade        |
| 2006 | Márcio May          | Jorge Giacinti     | Alex Arsenio               |
| 2007 | Renato Seabra       | Gerardo Fernández  | Patrique Azevedo           |
| 2009 | Raul Cançado        | Eduardo Sales      | Marcos Novello             |
| 2010 | Marco Arriagada     | Edgardo Simón      | Alan Maniezzo              |
| 2014 | Carlos Manarelli    | Patricio González  | Gregolry Panizo            |
| 2015 | Rodrigo Araujo Melo | Rodrigo Nascimento | Carlos Alexandre Manarelli |